# Összeférhetetlenség (jog)
Az összeférhetetlenség a „köz érdekében” történő eljárások során a pártatlanság és igazságosság, tisztesség érdekében felállított szabályok. Ezek az eljárásban vagy munkafolyamatokban résztvevő illetve érintett személyek az intézkedés vagy rendelet céljától eltérő  egyéni érdekeinek háttérben tartását szolgálják. Ezen érdekek jellemzően vagyis a személyes (családi) kapcsolatokhoz, a gazdasági befolyáshoz vagy befolyásolhatósághoz, illetve a politikai hatalomgyakorláshoz köthetőek. Az összeférhetetlenségi korlátozások több szintűek: vannak bejelentésköteles, engedélyköteles, illetve tiltott tevékenységek.  A vezető beosztás esetén jellemzően szigorúbb előírások irányadók.

## Összeférhetetlenség a munkajogban
Az együttalkalmazás nem befolyásolhatja a munkavállalók objektív munkavégzését. A munkavállaló munkaidején kívüli magatartása korlátozható, de csak akkor, ha közvetlenül és ténylegesen alkalmas munkáltatója jó hírnevének, jogos gazdasági érdekének vagy a munkaviszony céljának veszélyeztetésére. A munka törvénykönyve és a Polgári törvénykönyv is érinti, hogy vezető tisztségviselők nem szerezhetnek hasznot azonos gazdasági tevékenységet folytató
A versenytilalmi megállapodás értelmében a munkavállaló nem tanúsíthat olyan magatartást, amellyel korábbi munkáltatója jogos gazdasági érdekét sértené vagy veszélyeztetné. Ez a megállapodás nem lehet aránytalan, nem lehetetlenítheti el a munkavállalót, és a munkáltató ellentételezésként köteles megfelelő ellenértéket fizetni.
Szankcionálási lehetőségek az áthelyezés, kártérítés, rendkívüli és rendes felmondás.

## Összeférhetetlenség a közigazgatásban
Az európai országok összeférhetetlenségi szabályozása egymással merőben eltér, a jogrendszerek változatos elemeiben bukkannak fel. Sok esetben a korrupcióellenes intézkedések formájában jelenik meg.
A hatalmi ágak szétválasztása érdekében az alkotmányi szinten tiltott, hogy köztisztviselő emellett bíró, ügyész, országgyűlési képviselő, polgármester legyen.

## Összeférhetetlenség az igazságszolgáltatásban
A bírói szolgálati jogviszony jellege megköveteli a tárgyilagos ügyintézést és a pártatlan, befolyástól mentes tevékenységet.  
A bírói összeférhetetlenség fajtái:
- szolgálati jogviszonyból adódó összeférhetetlenség (Bjt.41.§)
- politikai összeférhetelnség (Bjt. 39. §)
- pénzügyi összeférhetetlenség (Bjt. 40. §)

A bíró nem lehet tagja pártnak, és nem folytathat politikai tevékenységet.
A bíró nem lehet országgyűlési, európai parlamenti vagy önkormányzati képviselő, polgármester, vagy a központi államigazgatási szervekről, valamint a Kormány tagjai és az államtitkárok jogállásáról szóló törvény hatálya alá tartozó állami vezető,
- A bíró a tisztsége ellátásán kívül csak tudományos és oktatói, edzői, versenybírói, játékvezetői, művészi, szerzői jogi védelemben részesülő, továbbá lektori és szerkesztői, valamint műszaki alkotó munkát végezhet kereső tevékenységként, de ezzel nem veszélyeztetheti függetlenségét és pártatlanságát, illetve nem keltheti ennek látszatát, valamint nem akadályozhatja hivatali kötelezettségei teljesítését
- A bíró nem lehet gazdasági társaság, kooperációs társaság, szövetkezet vezető tisztségviselője vagy személyes közreműködésre kötelezett tagja, gazdasági társaság, kooperációs társaság, szövetkezet felügyelő bizottságának tagja, továbbá gazdasági társaság, kooperációs társaság korlátlanul felelős tagja, valamint egyéni cég tagja.
- A bíró szolgálati viszonya szerinti munkaidejét egészben vagy részben érintő munkavégzésre irányuló egyéb jogviszonyt csak a munkáltatói jogkör gyakorlójának előzetes hozzájárulásával létesíthet,
- A bíró köteles a bírói szolgálati viszonya szerinti munkaidejét nem érintő munkavégzésre irányuló egyéb jogviszony létesítését a munkáltatói jogkör gyakorlójának előzetesen bejelenteni.
- A bíró nem lehet választott bíróság tagja.
- A bíró nem veheti igénybe öregségi nyugdíj, korhatár előtti ellátás, vagy más olyan pénzbeli ellátás folyósítását, amelyet a nyugdíjkorhatár betöltésekor hivatalból öregségi nyugdíjként kell továbbfolyósítani.

Az egyéb jogviszonyok létrehozása tilos, ez alól a szakértői és oktatói tevékenység kivételt képez. A hatásköri összeférhetetlenség legismertebb esete az elfogultság bejelentése.